# Impero Songhai
L'Impero Songhai fu un vasto impero dell'Africa subsahariana. Si originò intorno al VII secolo dal popolo Songhai lungo il corso interno del Niger. Dal X secolo iniziò a espandersi sotto la dinastia Sa, che portò la capitale a Gao e che introdusse l'Islam. Nel 1325 Gao fu conquistato da Mansa Musa, l'imperatore del Mali, da cui Songhai si liberò grazie alla dinastia Sonni fondata da Sonni Ali Kilnu. Sonni Ali Ber, detto il Grande, è considerato il vero artefice della nazione.

## Storia
L'impero venne fondato verso il 690 dalla dinastia berbera dei Zaghawa-Lemta, abbracciando l'islam nell'XI secolo sotto la dinastia dei Ǧa o Za. Grazie a Sonni Ali Kilnu la nazione si liberò dal dominio dell'Impero del Mali nel 1336 e a partire dal suo regno si stabilì una nuova dinastia animista. La potenza del Songhai nacque col re islamico Sonni Ali Ber, il quale con una serie di campagne militari riuscì a conquistare le terre rimanenti dell'Impero del Mali, che era caduto in rovina e a occupare temporaneamente le città di Timbuctù e di Djenné. Grazie a queste conquiste Sonni Ali Ber riuscì a controllare rotte commerciali che portarono grandi ricchezze, anche maggiori di quelle dell'Impero Mali. Il conquistatore dimostrò indifferenza rispetto all'islamismo, venendo poi dipinto come oppressivo e autoritario nelle fonti arabe.
A Sonni Ali Ber succedette Askia Mohammad I (Askia il Grande), musulmano fervente del popolo mandé, fondatore della dinastia Soninke degli Askia, dopo che delle fazioni islamiche si erano ribellate al successore di Sonni Ali. Egli completò le campagne militari del suo predecessore, occupando definitivamente Timbuktu (1536). Ora Songhai confinava a nord con il Marocco e a sud-est con le città Hausa (l'attuale Nigeria), e si estendeva dal lago Ciad alla Libia meridionale. Askia Mohammad fece riforme in molti campi e da devoto musulmano assegnò un carattere provvidenziale e religioso alla propria conquista, riuscendo anche a compiere il pellegrinaggio verso La Mecca.
Songhai prosperò fino alla fine del XVI secolo, a compimento del regno di Askia Dawud. Dopo la sua morte si verificò una guerra civile che portò all'indebolimento l'impero.
Nel 1591 un esercito sadiano del Marocco di Ahmad al-Mansur, guidato da Jawdar Pascià, un rinnegato spagnolo, con una marcia sfiancante nel deserto giunse nelle terre del Songhai per impadronirsi dei giacimenti auriferi della regione e dei ricchissimi mercati del sale e degli schiavi. Grazie all'uso di armi da fuoco e alla superiorità militare (i moschettieri marocchini erano stati addestrati dagli ottomani), sconfisse l'armata di Songhai nella battaglia di Tondibi e mise a ferro e fuoco le città di Gao, Timbuktu e di Djenné, ponendo fine all'Impero Songhai. Sotto il successore di al-Mansur guarnigioni marocchine rimasero nel territorio per tutto il regno di Zaydan al-Nasir.
Dopo la sua caduta, il Marocco comunque non riuscì a dominare completamente la regione, provocando la frammentazione del territorio in piccoli staterelli indipendenti, tra cui il Segu, nonché principati autonomi marocchini che resisteranno fino alla conquista francese. Lo stesso popolo Songhai si stabilì nel Regno di Dendi.